# Среднеазиатская гюрза
Среднеазиатская гюрза (лат. Macrovipera lebetina turanica) — подвид гюрзы. Ядовитая змея, эндемичная для Азии.

## Описание
Спинной цветной рисунок состоит из темного основного цвета с более светлым, оранжевым зигзагообразным рисунком. Супраокуляры обычно полураздельные.

## Ареал
Он встречается в Восточном Туркменистане, Узбекистане, Таджикистане, Юго-Западном Казахстане, Юге Кыргызстана, а также в некоторых частях Северного Афганистана и западного Пакистана.

## Яд
Не так много известно о его яде, но он содержит прокоагулянты (фибриногеназы) и, вероятно, содержит миотоксины. Также возможно, что он содержит геморрагины и цитотоксины. Средний выход яда на укус составляет где-то между 31—63 мг (сухой вес). Было известно, что он вызывает смерть у взрослых людей, и хотя уровень энвеноминга неизвестен, предполагается, что он высок. Симптомы энвеномации включают различные неспецифические эффекты, которые могут включать головную боль, тошноту, рвоту, боль в животе, диарею, головокружение, коллапс или судороги. Также отмечаются местные эффекты, включая боль, сильный отек, кровоподтеки, волдыри и умеренный или тяжелый некроз. Другие эффекты включают умеренную или тяжелую коагулопатию и геморрагии, вызывающие обширное кровотечение.